# Silver Lining (Clap Your Hands)
Silver Lining (Clap Your Hands) è un singolo della cantante francese Imany, pubblicato nel 2016 ed estratto dall'album The Wrong Kind of War.

## Tracce
Download digitale
1. Silver Lining (Clap Your Hands) – 4:01

## Classifiche
| Classifica (2016) | Posizione massima |
| ----------------- | ----------------- |
| Belgio (Vallonia) | 56                |
| Francia           | 32                |